# Pittenbach
Pittenbach település Németországban, Rajna-vidék-Pfalz tartományban. Lakosainak száma 105 fő (2023. december 31.).

## Népesség
A település népességének változása:
| Lakosok száma | 90   | 107  | 109  | 104  | 104  | 105  |
|               | 1975 | 2017 | 2019 | 2021 | 2022 | 2023 |